# Katō (Hyōgo)
Katō  (jap. 加東市 Katō-shi) ist eine Stadt in der Präfektur Hyōgo in Japan. Katō-shi ersetzte 2006 den bis dahin verbliebenen Rest von Katō-gun.

## Geographie
Katō liegt nördlich von Kōbe.

## Geschichte
Die Stadt (-shi) Katō wurde am 20. März 2006 aus den drei letzten verbliebenen Gemeinden des Kreises (-gun) Katō gegründet: den Städten (-chō) Yashiro, Takino und Tōjō.

## Sehenswürdigkeiten
- Chōkō-ji
- Kiyomizu-dera
- Kōmyō-ji

## Verkehr
- Straße
  - Chugoku-Autobahn
  - Nationalstraße 175,372
- Zug
  - JR-Kakogawa-Linie: nach Kakogawa

## Angrenzende Städte und Gemeinden
- Miki (Hyōgo)
- Nishiwaki
- Ono (Hyōgo)
- Sanda
- Sasayama
- Kasai (Hyōgo)